# William Lava
William "Bill" Lava (Saint Paul (Minnesota), 18 maart 1911 - Los Angeles, 20 februari 1971) was een Amerikaanse componist en arrangeur. Hij schreef veel muziek voor speelfilms en tekenfilms, onder meer voor de Warner Bros.-tekenfilms Looney Tunes en Merrie Melodies van 1962 tot 1969.

## Carrière
Hij studeerde journalistiek aan de Northwestern-universiteit en was onder meer redacteur bij het Northwestern Commerce Magazine. In Los Angeles studeerde hij voor dirigent. Hij begon in Hollywood in 1935 met muziek te schrijven voor radioprogramma's en voor talrijke serials en speelfilms bij Republic Pictures, RKO Pictures en Warner Bros, hoewel hij meestal niet op de aftiteling vermeld werd.
In 1951-52 schreef hij de muziek voor een paar UPA-tekenfilms over Mr. Magoo (Fuddy Duddy Buddy, The Dog Snatcher). Walt Disney Productions huurde hem rond 1955 in en daar schreef hij o.a. muziek bij de tv-serie Zorro en The Mickey Mouse Club.
In 1962 volgde hij dan de overleden Milt Franklyn op als muzikale directeur in de tekenfilmstudio van Warner Bros. Zijn eerste opdracht was het vervolledigen van de muziek voor The Jet Cage, een Tweety-tekenfilm waaraan Franklyn was begonnen. Warner Bros. bouwde rond die tijd echter het budget van de tekenfilmstudio af, zodat Lava zijn muziek moest aanpassen voor een kleiner orkest dan hij gewend was.
In 1964 schreef Lava ook de muziek voor 19 Pink Panther-tekenfilms, waarin hij het beroemde thema van Henry Mancini gebruikte als basis voor zijn arrangementen. Hij schreef ook het titelthema (samen met Irving Taylor) en de meeste achtergrondmuziek voor de sitcom F Troop (1965-1966).